# Estelle Raffai
Estelle Raffai (* 6. Februar 1998 in Longjumeau) ist eine französische Sprinterin.

## Sportliche Laufbahn
Erstmals bei einer internationalen Meisterschaft trat Estelle Raffai bei den U18-Weltmeisterschaften in Cali 2015 an. Dort belegte sie über 100 Meter den siebten Platz und verpasste als Vierte über 200 Meter nur knapp eine Medaille. 2016 gewann sie bei U20-Weltmeisterschaften in Bydgoszcz Bronze über 200 Meter und Silber mit der französischen 4-mal-100-Meter-Staffel. 2017 war sie Teil der französischen 4-mal-200-Meter-Staffel für die IAAF World Relays 2017 auf den Bahamas, mit der sie den sechsten Platz belegte. Bei den U20-Europameisterschaften in Grosseto ging sie als Favoritin in den 200 Meter Lauf, musste sich dort aber mit dem fünften Rang zufriedengeben. Mit der französischen Staffel konnte sie aber erneut Silber gewinnen. Mit ihren Leistungen qualifizierte sie sich auch für die Weltmeisterschaften in London, bei denen sie über 200 Meter in das Halbfinale gelangte. Im Jahr darauf wurde sie bei den Mittelmeerspielen in Tarragona in 23,51 s Siebte und siegte anschließend in 43,29 s mit der 4-mal-100-Meter-Staffel.
Bei den IAAF World Relays 2019 in Yokohama siegte sie mit der 4-mal-200-Meter-Staffel in 1:32,16 min und anschließend gewann sie bei den U23-Europameisterschaften in Gävle in 23,35 s die Silbermedaille hinter der Lettin Sindija Bukša und auch mit der 4-mal-100-Meter-Staffel gewann sie in 43,82 s die Silbermedaille. Anfang Oktober nahm sie mit der Staffel an den Weltmeisterschaften in Doha teil, wurde dort aber im Vorlauf disqualifiziert. Anschließend erreichte sie bei den Militärweltspielen in Wuhan über 200 Meter das Halbfinale und schied dort mit 24,24 s aus.
2021 wurde Raffai französische Hallenmeisterin im 60-Meter-Lauf.

## Persönliche Bestzeiten
- 100 Meter: 11,49 s (+0,9 m/s), 26. Mai 2018 in Oordegem
  - 60 Meter (Halle): 7,33 s, 31. Januar 2021 in Eaubonne
- 200 Meter: 23,05 s (+1,9 m/s), 18. Juni 2017 in Antony
  - 200 Meter (Halle): 23,42 s, 6. Februar 2021 in Metz
- 400 Meter: 53,71 s, 21. Mai 2017 in Nizza
  - 400 Meter (Halle): 55,80 s, 5. Februar 2020 in Reims